# Sindicalismo nacional

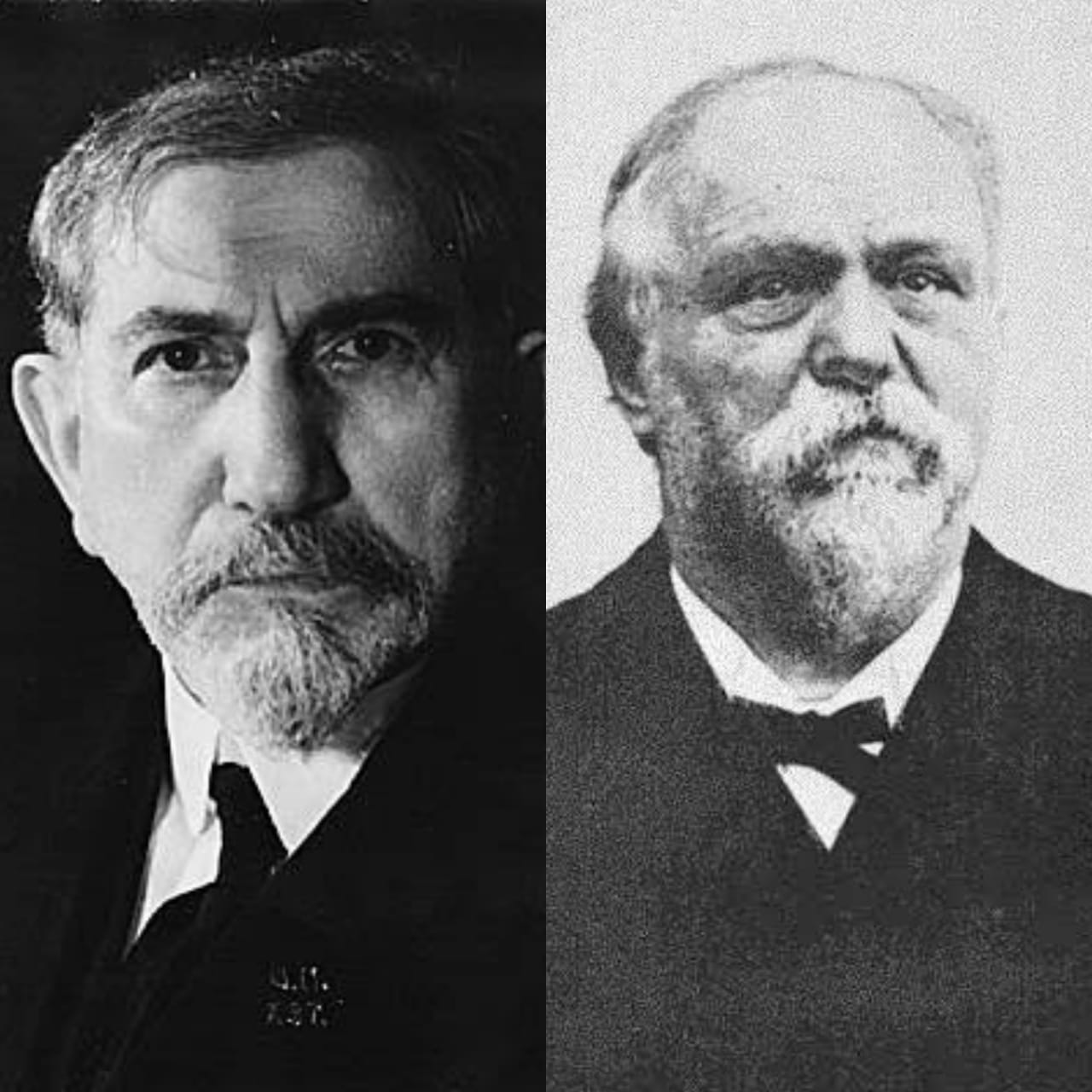
Charles Maurras e Georges Sorel

O sindicalismo nacional é um movimento político que funde o sindicalismo revolucionário de Georges Sorel e o nacionalismo integral de Charles Maurras. Nasceu na França e se desenvolveu na Europa no século XX.

## História

### Georges Sorel e o sindicalismo revolucionário

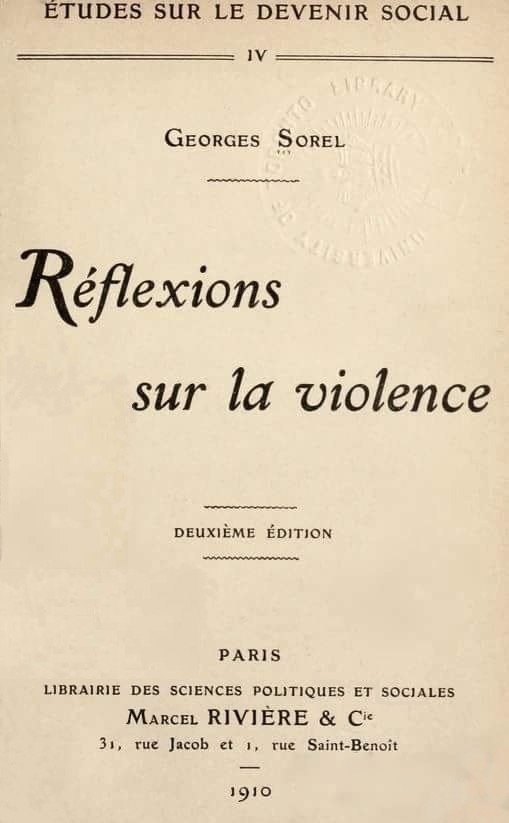
"Reflexões sobre a violência" de Georges Sorel

O sindicalismo revolucionário nasceu na França no final do século XIX a partir das crises internas sofridas pelos socialistas e anarquistas. Nas décadas de 1880 e 1890, ocorreu um ressurgimento rápido e inesperado da expansão capitalista após a Grande Depressão de 1873. Este ressurgimento precipitou uma crise na teoria marxista, com debates que levaram à fragmentação ideológica. Eduard Bernstein desafiou o preceito central da revolução socialista levando à ascensão do movimento social-democrata. Os socialistas começaram a favorecer o caminho democrático e a promoção da mudança social através de uma presença crescente nos parlamentos. Por sua vez, os anarquistas se voltaram para o terrorismo sob o princípio da "propaganda pelo ato". 
Em 1895, o anarquista Mateo Esposito e o socialista blanquista Victor Griffuelhes, preocupados com o isolamento do movimento sindical, começaram a apoiar a necessidade de que a organização sindical fosse independente das correntes ideológicas e políticas. Em 1906, durante o 9º Congresso da Confederação Geral do Trabalho (CGT), do sindicato francês, foi adotada a Carta de Amiens, que foi o ato fundador do sindicalismo revolucionário. Georges Sorel se tornaria o principal teórico do sindicalismo revolucionário desenvolvendo suas ideias em "Reflexões sobre a violência" de 1908. Sorel se concentraria na dimensão ética do marxismo enquanto criticava os componentes deterministas, materialistas e mecanicistas do marxismo. Para Sorel, Marx não era inteiramente materialista e apontou que Marx não considerava os desenvolvimentos psicológicos das pessoas como parte do processo econômico. 

### Charles Maurras e o nacionalismo integral

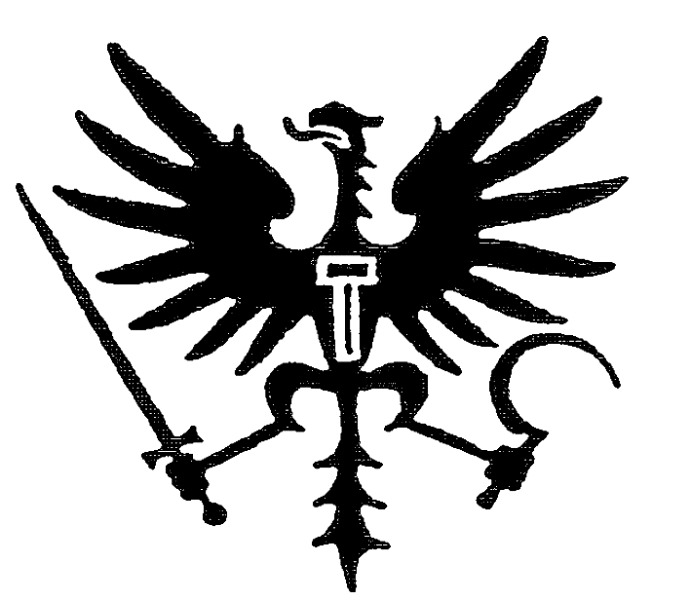
Cercle Proudhon

Em 1900, Charles Maurras declarou no jornal da Action Française que o socialismo antidemocrático era a forma "pura" e correta do socialismo. Maurras começou a desenvolver um novo socialismo baseado em uma profunda revisão do marxismo. Para Maurras, "um socialismo livre do elemento democrático e cosmopolita se encaixa no nacionalismo como uma luva bem feita se encaixa em uma bela mão". Em 1909, Sorel apoiou o nacionalismo integral e elogiou Charles Maurras. Sorel baseou seu apoio em seu pensamento não democrático. Ele afirmou que a Action Française era a única força capaz de lutar contra a democracia. Sorel estava decepcionado com as políticas comprometedoras dos parlamentares socialistas e com o declínio do proletariado que se deixou seduzir pela "miragem de enormes benefícios econômicos". Para ele, o proletariado não correspondia às suas expectativas de mudança revolucionária ou aos sonhos de Marx. Com essa reavaliação do marxismo, Sorel adotou o aforismo de Benedetto Croce de que "o socialismo está morto".  Os governos democráticos degradaram, para Sorel, a iniciativa revolucionária da classe trabalhadora que o obrigou a buscar outras alternativas. Para resolver a crise dentro do socialismo, Sorel se volta para um socialismo antidemocrático que abraça o nacionalismo radical, mantendo seu apoio às fábricas operárias, mas sob um marxismo herético despojado de sua "essência materialista e racionalista". Em 1910, Sorel juntamente com os nacionalistas integrales da Action Francaise Édouard Berth e Georges Valois concordaram em formar uma revista chamada "La Cité française", mas essa ideia foi abandonada. Berth buscava unificar o materialismo de Marx com a metafísica de Henri Bergson, enquanto Valois considerava o movimento de Maurras uma arma revolucionária contra o capitalismo. Durante os preparativos para o lançamento da "La Cité française", Sorel encorajou Berth e Valois a trabalharem juntos. Em março de 1911, Henri Lagrange sugeriu à Valois que eles encontrassem um grupo de estudo econômico e social para nacionalistas. Valois convenceu Lagrange a abrir o grupo aos não-nacionalistas que eram antidemocráticos e sindicalistas. Valois escreveu que o objetivo era fornecer "uma plataforma comum para nacionalistas e antidemocratas da esquerda". Em dezembro de 1911 foi criado o grupo Cercle Proudhon. Em sua declaração, que apareceu em janeiro-fevereiro de 1912, declarou que "a democracia é o maior erro do século passado".

### Na Itália
Durante os anos de 1902 a 1910, um grupo de sindicalistas revolucionários italianos embarcou em uma missão para combinar o nacionalismo italiano com o sindicalismo. Mais tarde eles se tornariam "fundadores do movimento fascista" e "ocupariam posições-chave" no regime de Mussolini. Mussolini alegou em 1904 que havia sucumbido ao sindicalismo revolucionário durante uma greve geral. Sindicalistas revolucionários como Arturo Labriola, Agostino Lanzillo, Angelo Oliviero Olivetti, Alceste de Ambris, Filippo Corridini e Sergio Panunzio entraram em contato com figuras nacionalistas como Enrico Corradini. Corradini falou da necessidade de um movimento sindicalista nacional que pudesse resolver os problemas da Itália, liderado por aristocratas elitistas e antidemocráticos que compartilhavam um compromisso sindicalista revolucionário de ação direta através da vontade de lutar. Ele antecipou o surgimento de uma elite revolucionária que levaria a nação de seu status inferior ao de uma "grande potência". A aristocracia era aquela que levaria a classe trabalhadora contra os incompetentes e isso não era encontrado nos marxistas ortodoxos do Partido Socialista Italiano ou na classe média, mas exigia uma nova classe política para assumir o controle, entendendo que seu propósito era criar um novo Itália. Corradini falou da Itália como uma "nação proletária" que precisava perseguir o imperialismo para desafiar as nações "plutocráticas" da França e do Reino Unido. Corradini argumentou que a luta de classes dentro de uma nação não industrialmente desenvolvida era contraproducente. Para sindicalistas e nacionalistas, o marxismo tradicional não oferecia como poderia proceder uma revolução, a mobilização das massas, além do papel dos líderes, então eles começaram a procurar entender tais aspectos. Durante a Primeira Guerra Mundial, o sindicalismo italiano se fundiu com o nacionalismo. O sindicalismo revolucionário italiano tornou-se a espinha dorsal do movimento fascista.